# Diecezja Juticalpa
Diecezja Juticalpa, łac. Dioecesis Iuticalpensis – diecezja Kościoła rzymskokatolickiego w Hondurasie. Należy do archidiecezji Tegucigalpa. Została erygowana 31 października 1987 roku w miejsce prałatury terytorialnej Niepokalanego Poczęcia NMP w Olacho istniejącej od 1949 roku.

## Ordynariusze
- Bernardino N. Mazzarella, O.F.M. (1954–1963)
- Nicholas D'Antonio Salza, O.F.M. (1963–1977)
- Maurus Muldoon, O.F.M. (1983–2012)

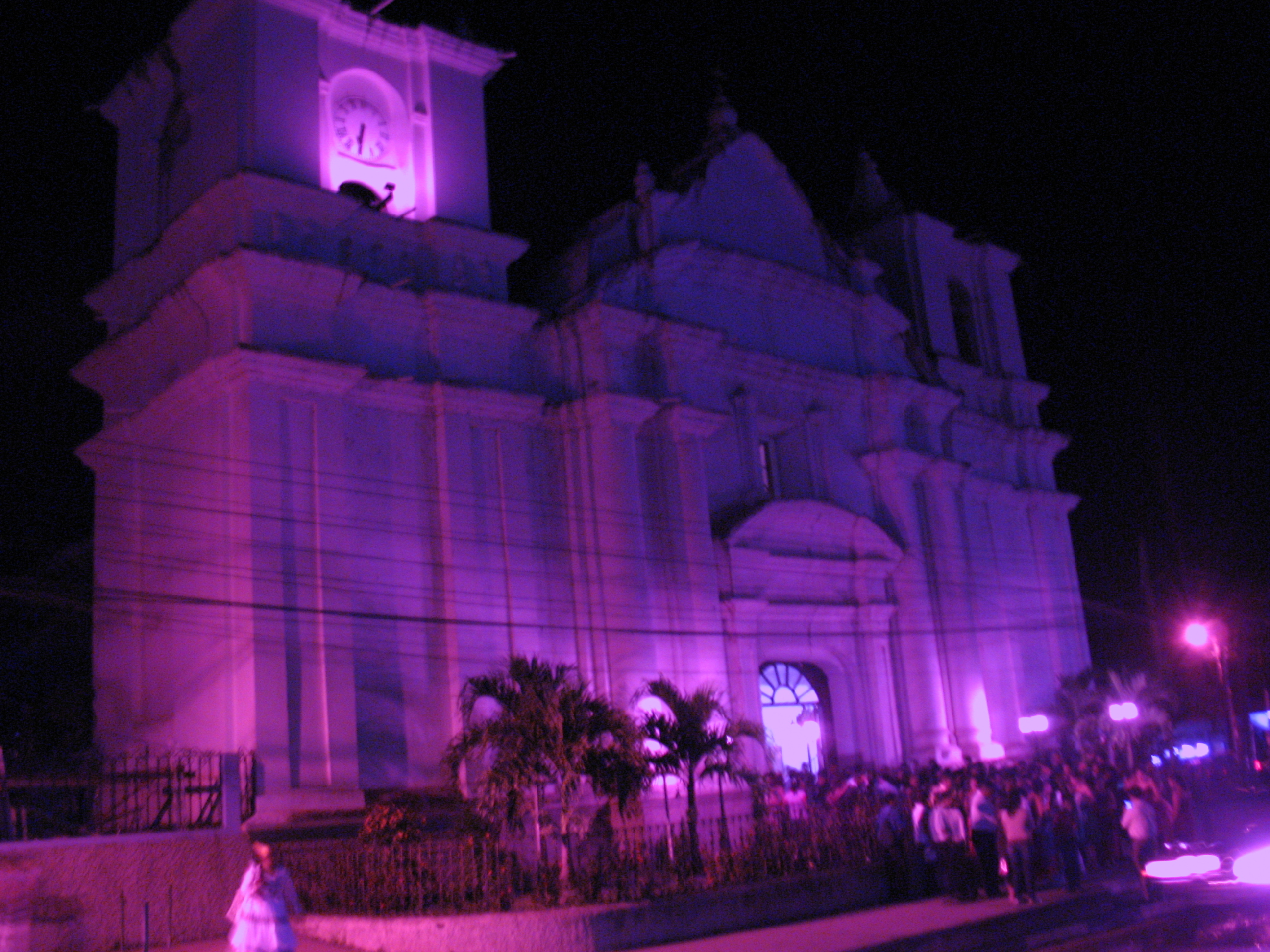
Katedra w Juticalpa

- José Bonello, O.F.M. (2012–)